# Повернення Змарнілого Білого Герцога
Повернення Змарнілого Білого Герцога (англ. The Return of the Thin White Duke) — оповідання Ніла Геймана, яке розповідає про пригоди Змарнілого Білого Герцога, особу та персонажа, якого вигадав та використовував Девід Бові у 1975—1976 роках.
Будучи поціновувачем творчості Девіда Бові, Гейман назвав цей твір фанфіком. Історія написання оповідання розпочалася 2004 року, коли Гейман написав першу частину розповіді, яка з'явилася на сторінках журналу «V» та супроводжувала ілюстрації японського митця Есітака Амано, що зображували Бові та його дружину Іман у науково-фантастичному стилі. Через відсутність зацікавлення з боку журналу, Гейман не одразу написав другу частину оповідання. Повна версія розповіді побачила світ аж 2015 року на сторінках збірки короткої прози «Обережно, тригери!».